# Antidote (canción de Travis Scott)
«Antidote» es una canción del rapero estadounidense Travis Scott producida por WondaGurl y Eestbound. Fue lanzado el 28 de julio de 2015, como el segundo sencillo de su álbum de estudio debut, Rodeo (2015), Un Remix Cuenta Con Las Voces de los Cantantes Norteamericanos Chris Brown y French Montana. 
Alcanzó el número 16 en la lista Billboard Hot 100 de Estados Unidos. Desde entonces, "Antidote" ha sido certificado séptuple platino por la Asociación de la Industria Discográfica de América (RIAA).

## Información de la canción
La canción se escuchó por primera vez cuando Travis Scott la interpretó en vivo en JMBLYA. "Antidote" no estaba inicialmente destinado a aparecer en Rodeo, como confirmó Scott en SoundCloud el 23 de junio de 2015. Sin embargo, debido a la popularidad de la canción, Scott la incluyó en su álbum debut. El 29 de julio de 2015, fue lanzado a través de distribución digital como el segundo sencillo del álbum. La canción samplea "All I Need" de Lee Fields y "Mickey" de Toni Basil.  

## Vídeo musical
Un teaser para el video musical de "Antidote" fue subido en el canal Vevo de Scott El 3 de septiembre de 2015. El video musical se estrenó el 18 de septiembre de 2015 . Cuenta con la participación de las modelos dominicanas Yaris Sánchez y Ayisha Díaz y el rapero Rich Hil (con cabello verde).

## Actuaciones en vivo
El 23 de septiembre de 2015, Travis Scott interpretó "Antidote", en vivo en la televisión nacional, en Jimmy Kimmel Live.  El 17 de noviembre de 2015 Travis Scott apareció en Late Night with Seth Meyers, donde interpretó un popurrí de "Antidote" y "Pray 4 Love".

## Posicionamiento en listas
| Lista (2015–2016)                           | Máxima posición |
| ------------------------------------------- | --------------- |
| Bélgica (Flandes) (Ultratip Bubbling Under) | 75              |
| Canadá (Canadian Hot 100)                   | 38              |
| Estados Unidos (Billboard Hot 100)          | 16              |
| Estados Unidos (Hot R&B/Hip-Hop Songs)      | 7               |
| Estados Unidos (Mainstream Top 40)          | 25              |
| Estados Unidos (Rhythmic)                   | 1               |
| Francia (SNEP)                              | 120             |